# Полонки
Поло́нки — село в Україні, у Линовицькій селищній громаді Прилуцького району Чернігівської області. Населення становить 339 осіб. До 2020 орган місцевого самоврядування — Удайцівська сільська рада. Перша згадка про село датується 1600 роком.
У Полонках річка Ющенкова впадає у річку Удай, праву притоку Сули.

## Етимологія
Згідно легенди, записаної в офіційних документах, село Полонки отримало свою назву від слова «ополонки». Це підтверджують і ті факти, що село розташоване в низовині, начебто в половинці, а також рибальство на річці Удай, у ході якої, в зимню пору року, робили лунки в льоді.

## Історія
Найдавніше знаходження на мапах 1812 рік
У 1862 році у селі володарському та казенному Поло́нки була церква та 92 двори де жило 847 осіб
У 1911 році у селі Поло́нки була Михайлівська церква 2 церковно-парафіївська школи та жило 1279 осіб
12 червня 2020 року, відповідно до розпорядження Кабінету Міністрів України № 730-р «Про визначення адміністративних центрів та затвердження територій територіальних громад Чернігівської області», увійшло до складу Линовицької селищної громади.
17 липня 2020 року, в результаті адміністративно - територіальної реформи та ліквідації колишнього Прилуцького району, село увійшло до складу новоутвореного Прилуцького району Чернігівської області.

## Політика

### Парламентські вибори, 2019
На позачергових парламентських виборах 2019 року у селі функціонувала окрема виборча дільниця № 740639, розташована у приміщенні фельдшерського пункту.
Результати
- зареєстровано 156 виборців, явка 55,13%, найбільше голосів віддано за Всеукраїнське об'єднання «Батьківщина» — 42,35%, за «Слугу народу» — 22,35%, за Радикальну партію Олега Ляшка — 15,29%[11]. В одномандатному окрузі найбільше голосів отримав Сергій Коровченко (самовисування) — 56,10%, за Бориса Приходька (самовисування) — 9,76%, за Олега Дмитренка (самовисування) і Олену Шинкаренко (Радикальна партія Олега Ляшка) — по 7,32%[12].

## Церква
Михайлівська церква була збудована у 1720 (за іншою версією — навіть у 1660) коштом Олександра Шила і спершу була одноглавою.
У 1760-1770-их над бічними камерами з'являються бані, а на фасадах — ліпнина.
Ще пізніше в інтер'єрі був зроблений настил дерев'яних хорів із огородженням, а головний барабан прикрашений сухариками.
В 1929—1930 рр. церкву закрили. Дзвони вивезли на переплавку. В приміщенні церкви спершу було влаштовано лазню, а пізніше — зерносклад.
Під час ІІ світової війни окупаційна влада дала дозвіл відкрити церкву. З тих пір церква не закривалася.
Настоятель — прот. Володимир Хвост.